# Cefalotòrax

Morfologia d'un malacostraci; el cefalotòrax és la regió que inclou el cèfalon i el tòrax.

El cefalotòrax (anomenat prosoma en alguns grups) és la primera gran secció del cos dels aràcnids i dels crustacis malacostracis. La resta del cos és l'abdomen (opistosoma), que pot presentar els membres laterals i la cua, si estan presents. El terme "prosoma" també es pot aplicar al cap dels insectes, però com els dos són sempre sinònims en els insectes (a diferència de mesosoma/tòrax o metasoma/abdomen) s'utilitza el terme més comú, cap.